# Tapinanthus globiferus
Tapinanthus globiferus är en tvåhjärtbladig växtart som först beskrevs av Achille Richard, och fick sitt nu gällande namn av Van Tiegh.. Tapinanthus globiferus ingår i släktet Tapinanthus och familjen Loranthaceae. Inga underarter finns listade i Catalogue of Life.